# 젤레노그라츠크

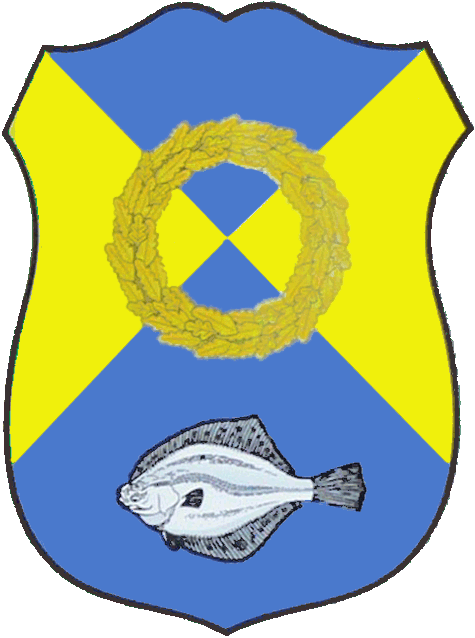
시 문장

젤레노그라츠크(러시아어: Зеленогра́дск, 독일어: Cranz, 리투아니아어: Krantas, 폴란드어: Krańc)는 러시아 칼리닌그라드주 북서부에 위치한 도시로, 인구는 12,509명(2002년 기준)이다. 삼비아반도 연안에 위치하며 발트해와 접한다.
1945년까지 독일 동프로이센에 속해 있었고 당시에는 크란츠(Cranz, 고대 프로이센어로 "해안"이라는 뜻)라는 이름으로 불렀다. 그 후 소비에트 연방에 병합되면서 지금과 같은 이름인 젤레노그라츠크("푸른 도시"라는 뜻)로 변경되었다.